# Губино (Вязниковский район)
Губино — упразднённая деревня в Вязниковском районе Владимирской области России.

## География
Урочище находится в северо-восточной части области, в зоне хвойно-широколиственных лесов, в пределах Волжско-Окского междуречья, к югу от реки Тары, на расстоянии примерно 19 километров (по прямой) к северо-западу от города Вязники, административного центра района.

### Климат
Климат характеризуется как умеренно континентальный. Средняя температура воздуха самого холодного месяца (января) — −11,1 °C (абсолютный минимум — −48 °С), средняя максимальная температура воздуха (июля) — +23,3 °С (абсолютный максимум — +37 °С). Годовое количество атмосферных осадков составляет около 607 мм, из которых 413 мм выпадает в период с апреля по октябрь.

## История
В «Списке населенных мест Владимирской губернии по сведениям 1859 года» населённый пункт упомянут как владельческая деревня Вязниковского уезда, расположенная при колодце, в 22 верстах от уездного города. В деревне насчитывалось 8 дворов и проживало 53 человека (24 мужчины и 29 женщин).
По состоянию на 1905 год, в Губине имелось 9 дворов и проживало 47 человек. В административном отношении деревня входила в состав Сарыевской волости.
По данным 1926 года в деревне имелось 10 хозяйств и проживало 47 человек (20 мужчин и 27 женщин). Являлась частью Сарыевского сельсовета.
На момент упразднения входила в состав Барско-Татаровского сельсовета Вязниковского района. Упразднена решением облисполкома № 329 от 2 апреля 1973 года как фактически не существующая.